# شركة بترول أبو ظبي الوطنية
شركة بترول أبو ظبي الوطنية والمعروف بأدنوك هي شركة نفط حكومية بإمارة أبوظبي، الإمارات العربية المتحدة. تأسست الشركة في نوفمبر 1971 لكي تعمل في جميع مجالات النفط والغاز وتسويقها، وتوسعت منذ ذاك الحين وأصبحت تعمل في عدة مجالات مصاحبة مثل النقل البحري والصناعات الكيماوية والبتروكيمياويات. تتخذ الشركة من مدينة أبوظبي مقرا لها، ويشرف عليها المجلس الأعلى للبترول الإماراتي والذي يترأسه رئيس دولة الإمارات وحاكم أبوظبي الشيخ محمد بن زايد آل نهيان، أما الرئيس التنفيذي لشركة فهو سلطان أحمد الجابر.
تنتج الشركة حوالي مليوني برميل يوميا، وهي أكبر مصدر للدخل لحكومة أبوظبي. تعتبر احتياط الشركة من النفط رابع أكبر احتياط، حيث قدرت في 2007 ب137 مليار برميل. تتكون مجموعة شركات أدنوك من 14 شركة تعمل في مجالات النفط والغاز والبتروكيماويات والنقل والخدمات.

## العمليات
منذ نوفمبر 2019، أصبحت الإمارات تمتلك سادس أكبر احتياطي نفطي مؤكد في العالم يبلغ 105 مليار برميل. وتقع معظم هذه الاحتياطيات في أبو ظبي.
أدنوك هي واحدة من أكبر شركات الطاقة في العالم تقاس بالاحتياطيات والإنتاج حيث تمتلك 16 شركة فرعية في مراحل الإنتاج الأولية والوسطى والتكميلية. تقوم أدنوك بتطوير حقول الغاز البرية والبحرية. تدير الشركة مصفاتين لتكرير النفط هما الرويس وأم النار. تصدر أدنوك الغاز الطبيعي على شكل غاز طبيعي مسال (LNG) بالإضافة إلى إنتاج الإمدادات لمرافق الكهرباء والمياه المحلية، إلى الصناعات المحلية الأخرى بما في ذلك مصانع البتروكيماويات، ولإعادة ضخه في الخزانات.

### الإستثمار الأجنبي المباشر و قوة العمل
تم ضخ استثمارات كبيرة في أدنوك في عام 2019 من قبل مديري الأصول الأمريكيين بلاك روك وشركة كيه كيه آر جلوبال وشركة الاستثمار الإيطالية إني. استحوذت الشركات الأمريكية على حوالي 40٪ من أصول خطوط أنابيب أدنوك بنحو 4 مليارات دولار، بينما استحوذت شركة إني على 20٪ من شركة أبوظبي لتكرير النفط مقابل أكثر من 3 مليارات دولار. كما استثمرت شركة OMV النمساوية حوالي 2.8 مليار دولار، حوالي 15٪ في أعمال التكرير في أدنوك بالشراكة مع شركة إني.
قوة العمل
تتألف قوة العمل في مجموعة شركات أدنوك من 70000 سبعين ألف موظف يعملون بعقود مباشرة نسبة الاماراتين بينهم 50% فقط. إضافة إلى ذلك يعمل عدد 230000 مائتين و ثلاثون ألف من القوى العاملة في شركة أدنوك خارج الهيكل الاداري للشركة من خلال توريد قوى عاملة بعقود خارجية غير مباشرة أيضا بسلم رواتب هو الاعلى عالميا و أغلبهم من الهند بنسبة 94 % و 5% من دول اخرى. كذلك يعمل في الشركات المتعاقدة معها في مجال خدمات حقول النفط و الغاز الاماراتية أربعة ملايين من القوى العاملة يتوزعون بين شركات مقاولات و استشارات هندسية و موردي قطع الغيار و الآلات و شركات الدعم و الخدمات أغلبهم من الهند بنسبة 87% برواتب عالية نسبيا كون خدماتها مرتبطة بمجال النفط و الغاز 

### المقر
المقر الرئيسي لأدنوك هو عبارة عن مجمع مكاتب ناطحة سحاب يقع في أبو ظبي. يشتمل المبنى على كفاءة الطاقة وتقنيات الهندسة المستدامة، مثل الواجهة المزدوجة، والزجاج الكهروضوئي، والإضاءة الخارجية LED. يتكون مجمع المباني الشامل الذي صممه HOK من أكثر من 65 طابقًا مع برج مكاتب ونادي الكورنيش ومركز إدارة الأزمات ومتحف التراث ومرافق الدعم الأخرى.

## الشركات التابعة

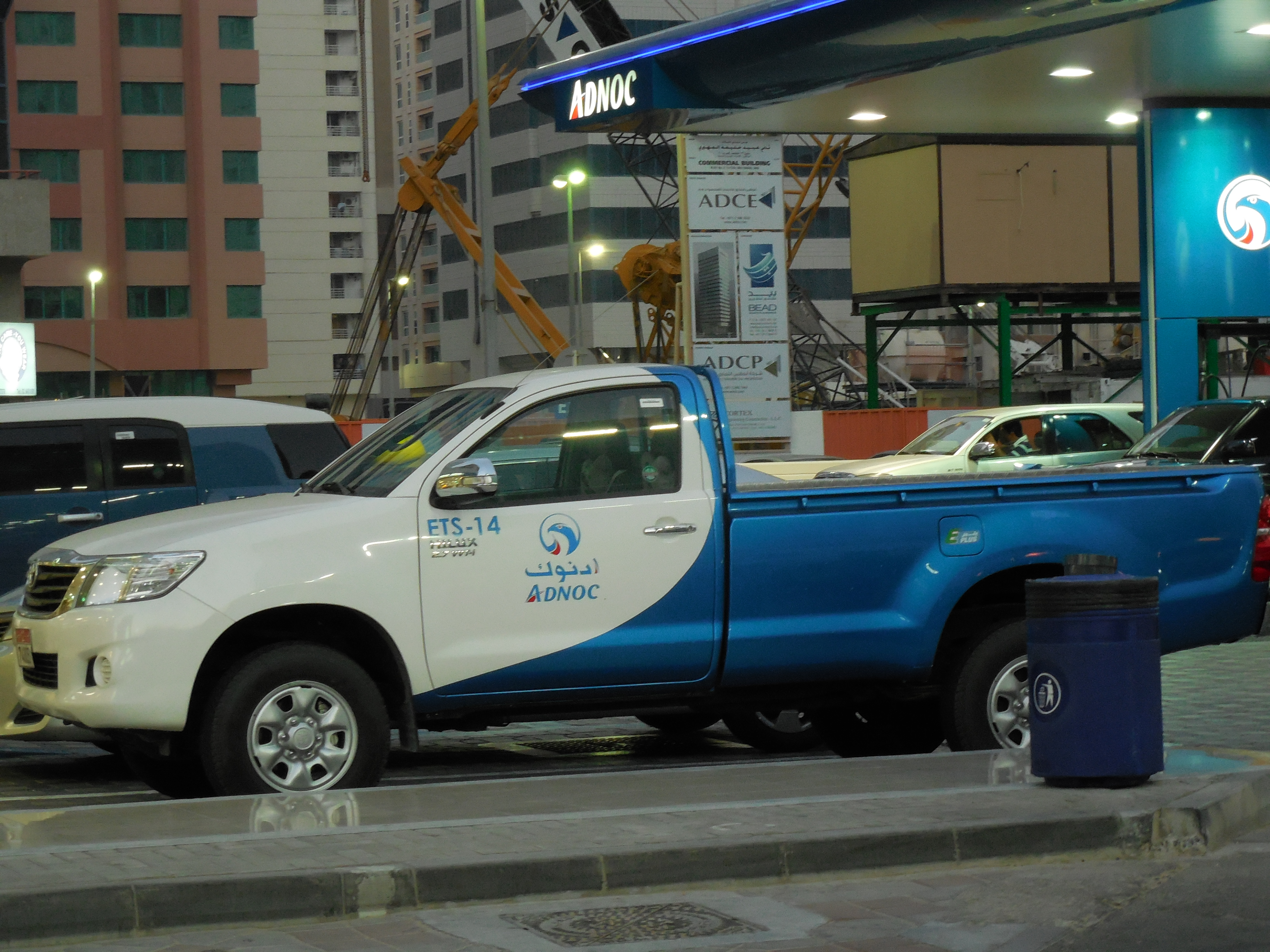
سيارة نصف نقل عليها شعار الشركة

تعمل الشركات التابعة في مجالاتها المتخصصة لكي توفر جميع الخدمات اللازمة لإنتاج وتسويق النفط، والغاز ومشتقاتها إلى جميع أنحاء العالم. هنا قائمة بالشركات التابعة:

### عمليات الاستكشاف والإنتاج عن النفط والغاز
- شركة بترول أبوظبي للعمليات البترولية البرية (أدكو) - تأسست في عام 1939 وهي تابعة لشركة بترول أبوظبي الوطنية (أدنوك) وتقوم الشركة بممارسة أعمالها في مناطق المياه الضحلة والمناطق البرية وفي عام 1960 قامت باكتشاف أول حقل للنفط وهو حقل باب ولكن اليوم تقوم الشركة بإنتاج النفط من خمسة حقول وهم حقل باب وحقل عصب وحقل بو حصا وحقل سهل شاه القيام بمهام عمليات الاستكشاف والتطوير والإنتاج والتصدير لمواد النفط الخام والغاز الطبيعي المستخرجة من مناطق الامتياز التي تديرها نيابة عن الشركات المساهمة.
- شركة أبوظبي العاملة في المناطق البحرية (أدما العاملة) - القيام بمهام عمليات الاستكشاف والتطوير والإنتاج للبترول والغاز من مناطق الامتياز البحرية التابعة لإمارة أبوظبي نيابة عن الشركات المساهمة.
- شركة تطوير حقل زاكوم (زادكو) - تطوير وإنتاج النفط الخام من الحقول البحرية، زاكوم العلوي وأم الدلخ وسطح بالنيابة عن المساهمين.

### خدمات الاستكشاف والإنتاج
- شركة إسناد (إسناد) - تعمل على إنتاج وتسويق كيماويات الحفر، خدمات مناولة المواد، إدارة النفايات، مزج الكيماويات المتخصصة، تشغيل وتأجير القوارب البحرية المتعددة المهام لخدمة حقول النفط.
- شركة الحفر الوطنية (ان.دي.سي) - القيام بأعمال حفر الآبار في المناطق البرية والبحرية.
- شركة أبوظبي لإدارة الموانئ البترولية (إرشاد) - تشغيل ميناء جبل الظنة والرويس وموانئ بترولية أخرى.

### معالجة النفط والغاز
- شركة أبوظبي لصناعات الغاز المحدودة (جاسكو) - إنشاء وتشغيل مجمع صناعي لإنتاج سوائل الغاز الطبيعي وتخزينه ونقله.
- شركة أبوظبي لتسييل الغاز المحدودة (أدجاز) - تشغيل مصنع الغاز الطبيعي بجزيرة داس.
- شركة أبوظبي لتطوير الغاز المحدودة (الحصن للغاز) - تطوير مكامن الغاز الحمضي الكائنة في حقل شاه البري.
- شركة أبوظبي لتكرير النفط (تكرير) - تكرير النفط الخام والمكثفات البترولية والإمداد بالمنتجات المشتقة من النفط والكيماويات ومعالجة الكبريت.

### الكيماويات والبتروكيماويات
- شركة صناعات الأسمدة بالرويس (فرتيل) - تشغيل منشآت الأمونيا واليوريا بالرويس وتسويق منتجاتها.
- شركة أبوظبي للدائن البلاستيكية المحدودة (بروج) - تصنيع وإنتاج اللدائن البلاستيكية.

### النقل البحري
- شركة ناقلات أبوظبي الوطنية (أدناتكو) - نقل النفط الخام والمنتجات البترولية.
- الشركة الوطنية لشحن الغاز المحدودة (انجسكو) - نقل منتجات الغاز المسال من جزيرة داس.

### توزيع المنتجات المكررة
- أدنوك للتوزيع - توزيع وتخزين ونقل المنتجات البترولية وتسويق وتوزيع المنتجات النفطية في الإمارات العربية المتحدة.

## اتفاقية مع ألفا ظبي القابضة
في 10 نوفمبر 2023 وقّعت شركة "أدنوك للحفر" اتفاقية لتأسيس شراكة استثمارية استراتيجية مع "ألفا ظبي القابضة"، تهدف لاستثمار ما يصل إلى 5.50 مليار درهم (1.5 مليار دولار) للاستحواذ على شركات مزوّدة للتكنولوجيا في قطاعي خدمات حقول النفط والطاقة.
وستمتلك "أدنوك للحفر" المدرجة بسوق أبوظبي للأوراق المالية، حصة تبلغ 51% من الشراكة، بينما ستمتلك شركة الاستثمارات الإماراتية "ألفا ظبي القابضة" باقي الحصة، على أن تتولى شركة "لونيت كابيتال ليميتد" دعم هذه الشراكة الاستراتيجية في مجال إدارة الأصول.

## صفقات الشراء
أصدرت شركة أدنوك في ديسمبر 2023 بيان بأنها أبرمت مع شركة "OCI" اتفاقية ملزمة تبيع بموجبها حصتها البالغة 50% من "فيرتيغلوب" إلى "أدنوك" الإماراتية بـ3.6 مليار دولار، لتتخارج بالكامل من حصتها في الشركة وتسييلها بالكامل، وبعد إتمام الصفقة، سترتفع حصة "أدنوك" في "فيرتيغلوب" إلى 86.2% من 36.2%.
وفي 29 فبراير 2024 أعلنت "أدنوك" الاستحواذ على حصة تمثل 24.9% في شركة "أو إم في ايه جي" (أو إم في)، المجموعة العالمية للطاقة والكيماويات المدرجة في أسواق المال ومقرها العاصمة النمساوية فيينا، من شركة مبادلة للاستثمار.
في أكتوبر 2024، أعلنت شركة بترول أبو ظبي الوطنية عن الاستحواذ على كوفيسترو مقابل أكثر من 16مليار يورو، والذي شمل اتفاقية صيانة في ألمانيا حتى عام 2032. في مايو 2025، وافقت المفوضية الأوروبية على استحواذ الإمارات العربية المتحدة على كوفيسترو بموجب لوائح الاندماج القياسية. ومع ذلك، تعرضت صفقة الاستحواذ للتدقيق، بعد أن فتحت المفوضية الأوروبية تحقيقًا بسبب المخاوف الأولية التي قد تشمل إعانات أجنبية يمكن أن تشوه سوق الاتحاد الأوروبي. وقالت اللجنة إنها قد تسمح أيضًا لأدنوك بالحصول على الشركة الألمانية بتقييم وشروط قد تكون غير عادلة للمستثمرين غير المدعومين.